# Trachypodopsis normandii
Trachypodopsis normandii là một loài rêu trong họ Trachypodaceae. Loài này được (Broth. & Paris) M. Fleisch. mô tả khoa học đầu tiên năm 1906.